# 陳尚志
陳尚志（1968年10月23日—），臺灣政治人物、政治學學者，高雄市人，曾任1990年野百合學運第一屆七人決策小組成員、2015年社會民主黨創黨成員暨第二屆召集人、社會民主黨秘書長，現任社會民主黨全國委員、國立中正大學政治系副教授、臺灣高等教育產業工會秘書長，畢業於國立中興大學法商學院（今國立臺北大學）地政系、國立清華大學社會所碩士、美國雪城大學政治系博士。

## 經歷
- 陳尚志就讀國立中興大學法商學院（現國立台北大學）時積極參與社會運動，曾是學運社團「法商青年社」、「台灣研究社」的核心幹部，也曾擔任校園異議刊物的總編輯。
- 大學畢業後，陳尚志當過短暫的國會助理，但因為不滿當時的國會生態而離開。因緣際會下，成為前民主進步黨主席林義雄環島苦行行動「核四公投，千里苦行」的執行秘書[4]，並且協助林義雄參選民進黨主席。
- 2016年1月18日，第九屆立委選舉綠社盟候選人全部落選，范雲宣布請辭社民黨召集人[5]；同月29日，社民黨全國委員會選出陳尚志擔任代理召集人、苗博雅擔任發言人，陳尚志任期至同年3月黨員大會[6][7]。
- 2016年4月15日，社民黨批評，本日立法院會議將民進黨版《兩岸訂定協議監督條例草案》交付審查，這份草案仍將「張慶忠條款」藏在細節中，不符人民期待，也不如時代力量版及尤美女版，而且無法溯及海峽兩岸服務貿易協議與海峽兩岸貨品貿易協議，更沒有明確規定產業影響評估該包含哪些項目；民進黨應具體修正缺失，否則容易讓人覺得民進黨欺騙民眾、忘記太陽花學運起因、忘記民眾對民進黨的期待。社民黨召集人陳尚志說，準行政院院長林全起用強烈支持ECFA的陳添枝擔任國家發展委員會主任委員，這顯示了未來蔡英文政府的兩岸經貿思維，如今民進黨在《兩岸訂定協議監督條例草案》放水完全不令他意外[8]。
- 2016年10月12日，不滿立法院社會福利及衛生環境委員會在短短1分鐘內初審通過砍除勞工7天國定假日的《勞動基準法》修正案，各大學教授王金壽、林佳和、林昱瑄、林敏聰、林瓊珠、吳豪人、邱羽凡、邱毓斌、徐偉群、翁裕鋒、張鑫隆、陳宜倩、陳尚志、陳俊宏、陳政亮、黃厚銘、黃涵榆、楊佳羚、管中祥、劉梅君、劉靜怡共21人發起連署，認為民主進步黨此舉嚴重破壞民主審議的立法體制，「嚴厲譴責民進黨此次反民主的粗暴作法」，要求本案應回到立法院社福衛環委員會重新審議[9]。

## 2016年區域立法委員選舉(第九屆)
- 2015年6月宣布投入台北市第四選舉區2016年中華民國立法委員選舉[10]，陳尚志在參選聲明中說，社民黨的組成就是要與青年世代共同面對及解決臺灣的社會不平等問題，而歷經公民罷免運動洗禮的港湖區是新興的民主聖地，為了「淘汰國民黨、監督民進黨」，追求新政治的社民黨不會缺席[11]。拿下4.79%的得票率。

| 號次 | 候選人 | 性別 | 政黨                    | 得票數 | 得票率 | 當選標記 |
| ---- | ------ | ---- | ----------------------- | ------ | ------ | -------- |
| 1    | 何伟   | 男   | 無黨籍                  | 2,497  | 1.16%  |          |
| 2    | 陳尚志 | 男   | 綠社 綠黨社會民主黨聯盟 | 10,278 | 4.79%  |          |
| 3    | 黃珊珊 | 女   | 親民黨                  | 85,600 | 39.87% |          |
| 4    | 李岳峰 | 男   | 和平鴿聯盟黨            | 251    | 0.12%  |          |
| 5    | 陳兆銘 | 男   | 台灣獨立黨              | 568    | 0.26%  |          |
| 6    | 李彥秀 | 女   | 中國國民黨              | 89,612 | 41.74% |          |
| 7    | 蕭亞譚 | 男   | 台灣團結聯盟            | 13,648 | 6.36%  |          |
| 8    | 林少馳 | 男   | 時代力量                | 12,246 | 5.70%  |          |

## 外部連結
- 國立中正大學政治系暨研究所－陳尚志
- 陳尚志在facebook的專頁